# Saint-Simon (Lot)
Saint-Simon település Franciaországban, Lot megyében. Lakosainak száma 194 fő (2022. január 1.). Saint-Simon Durbans, Flaujac-Gare, Livernon, Sonac, Thémines és Théminettes községekkel határos.

## Népesség
A település népessége az elmúlt években az alábbi módon változott:
| Lakosok száma | 122  | 108  | 112  | 127  | 166  | 169  | 172  | 186  | 193  | 194  |
|               | 1968 | 1982 | 1990 | 2006 | 2013 | 2015 | 2017 | 2019 | 2020 | 2022 |